# 올리버 트위스트 (2005년 영화)
《올리버 트위스트》(영어: Oliver Twist)는 로만 폴란스키의 2005년 영국의 드라마 영화이다. 로널드 하우드가 찰스 디킨스의 1838년 소설 올리버 트위스트를 바탕으로 각본을 썼다.

## 줄거리
9살 고아 올리버 트위스트는 미스터 범블 집사에 의해 작업장으로 보내진다. 감히 더 많은 음식을 달라고 요청한 후, 올리버는 지역 장의사인 미스터 사워베리의 견습생으로 팔려가지만, 사워베리의 다른 견습생인 노아 클레이폴이 올리버를 곤경에 빠뜨리자 도망친다.
올리버는 런던으로 7일간의 여정을 떠나고, 그곳에서 교활한 다저로 더 잘 알려진 잭 도킨스라는 어린 소년과 친구가 되어 사악한 페이긴이 이끄는 소매치기 일당에 합류한다. 그는 또한 페이긴의 이전 제자이자 페이긴의 동료인 빌 사익스와 사랑에 빠진 낸시와도 알게 된다. 다저와 그의 친구 찰리 베이츠는 올리버를 데리고 소매치기하는 법을 가르치러 나가지만, 올리버가 미스터 브라운로우에게서 물건을 훔친 혐의로 거짓 체포되면서 재앙으로 끝난다. 그러나 미스터 브라운로우는 소년의 무죄를 알게 되자 올리버를 데려가 돌보기로 결정한다.
페이긴과 사익스는 올리버가 당국을 자신들에게 끌어들일 것을 걱정하여 낸시에게 올리버를 다시 데려오도록 강요한다. 올리버를 범죄자로 만들기 위해 사익스는 총을 들고 미스터 브라운로우의 집을 털도록 데려가는데, 사익스와 미스터 브라운로우 사이의 총격전에서 올리버는 부상을 입는다. 사익스와 페이긴은 나중에 올리버가 너무 많은 것을 알고 있고 그들을 '고자질'할 가능성이 있다고 판단한다. 사익스는 그를 죽이자고 제안하고, 페이긴은 마지못해 동의한다. 낸시는 이 말을 엿듣고 사익스의 이름을 언급하지 않고 페이긴의 계획을 미스터 브라운로우에게 알린다. 그러나 그녀도 모르는 사이에 다저가 페이긴에게 스파이로 보내져 페이긴과 사익스에게 이 사실을 알리고, 사익스는 낸시를 살해한다.
낸시의 살인 사건이 공개되고 도시 전역의 경찰은 각각 살인과 납치 혐의로 사익스와 페이긴을 체포하려 한다. 사익스의 개 불즈아이는 당국을 일당의 은신처로 이끈다. 사익스는 탈출을 시도하면서 올리버를 인질로 사용하지만, 실수로 스스로 목을 매달아 죽는다. 올리버는 미스터 브라운로우와 함께 살게 되고 감옥에 있는 페이긴을 방문한다. 자신에게 친절했던 페이긴이 환각에 시달리는 것을 보고 슬퍼하고, 페이긴이 자신의 범죄로 처형될 것이라는 소식을 듣고 더욱 비통해한다. 올리버와 미스터 브라운로우는 집으로 돌아가 삶을 계속하고, 군중은 페이긴의 교수형 준비를 보기 위해 모여든다.

## 출연
- 벤 킹즐리 (Ben Kingsley) - 페이긴
- 바니 클라크 (Barney Clark) - 올리버 트위스트
- 제이미 포어먼 (Jamie Foreman) - 빌 사이크스
- 해리 이든 (Harry Eden) - 아트풀 도저
- 리앤 로 (Leanne Rowe) - 낸시
- 루이스 체이스 (Lewis Chase) - 찰리

## 한국판 성우진

### KBS (2008년 2월 17일)
- 이선 - 올리버 트위스트(바니 클라크)
- 이완호 - 페이긴(벤 킹즐리)
- 최수민 - 아트풀 도저(해리 이든)
- 탁원제 - 브라운로(에드워드 하드위크)
- 이미향 - 낸시(리앤 로)
- 이장원 - 빌(제이미 포어먼)
- 노민 - 림스킨스(이언 맥니스)
- 임수아 - 베드윈 부인(프란세스 쿠카)
- 김정호 - 토비(마크 스트롱) 外
- 김창주 - 파슨(티머시 베이트슨) 外
- 이연희 - 찰리(루이스 체이스) 外
- 장승길 - 범블(제러미 스위프트)
- 홍진욱 - 블래더(닉 스트링거) 外
- 곽윤상 - 바니(잭 커랜) 外
- 은정 - 베티(오필리아 러비본드) 外

### SBS (2009년 12월 27일)
- 김서영 - 올리버 트위스트(바니 클라크)
- 장광 - 페이긴(벤 킹즐리)
- 이근욱 - 브라운로(에드워드 하드쉬크)
- 류다무현 - 빌(제이미 포어먼)
- 윤소라 - 낸시(리앤 로)
- 최원형 - 토비(마크 스트롱)
- 이종구 - 림킨스(이언 맥네이스)
- 강연숙 - 소어베리 부인(질리언 해나)
- 정동열 - 서장
- 임수아 - 베드윈 부인(프란세스 쿠카)
- 이봉준 - 캠필드(앤디 린든)
- 이선호 - 소이(길리언 해나)
- 배주영 - 베트(오필리아 러비본드)
- 차명화 - 찰리(루이스 체이스)
- 이상훈 - 소어베리(마이클 헤스)

## DVD 출시
소니 픽처스가 2006년 1월 24일 이 영화를 DVD로 출시하였다. 아나모픽 와이드스크린 형식에 영어로 된 오디오 트랙, 자막이 포함되었다. 트위스트 바이 폴란스키(Twist by Polanski)라는, 감독의 영화 제작 관련 보너스 피처가 포함되었다.
더 베스트 오브 트위스트(The Best of Twist)도 보너스로 포함되었는데 여기에는 제작 디자이너 앨런 스타스키, 의상 디자이너 애나 B. 셰퍼드, 촬영기사 파월 에델먼, 편집자 에르베 드 루즈, 레이철 포트먼의 인터뷰가 포함되어 있다. 키딩 위드 올리버 트위스트(Kidding with Oliver Twist) 보너스 피처의 경우 캐스팅된 아역 배우에 초점을 맞추고 있다.